# Interlands Saoedi-Arabisch voetbalelftal 2020-2029
Deze pagina toont een chronologisch en gedetailleerd overzicht van de interlands die het Saoedi-Arabisch voetbalelftal speelt en heeft gespeeld in de periode 2020 – 2029.

## Interlands

### 2020
|                                                                          |                                                                |       |         |                                                                                              |
| 14 november Vriendschappelijk № 666 «onderlinge duels» 19:30 uur (UTC+3) | Saoedi-Arabië                                                  | 3 – 0 | Jamaica | Prins Faisal bin Fahdstadion, Riyad Toeschouwers: 0 Scheidsrechter: Ahmed Eisa Mohamed (VAE) |
| 14 november Vriendschappelijk № 666 «onderlinge duels» 19:30 uur (UTC+3) | Salem Al-Dawsari 10' Saleh Al-Shehri 44' Firas Al-Buraikan 77' |       |         | Prins Faisal bin Fahdstadion, Riyad Toeschouwers: 0 Scheidsrechter: Ahmed Eisa Mohamed (VAE) |

|                                                                          |                        |       |                                   |                                                                                         |
| 17 november Vriendschappelijk № 667 «onderlinge duels» 19:30 uur (UTC+3) | Saoedi-Arabië          | 1 – 2 | Jamaica                           | Prins Faisal bin Fahdstadion, Riyad Toeschouwers: 0 Scheidsrechter: Yahya Almulla (QAT) |
| 17 november Vriendschappelijk № 667 «onderlinge duels» 19:30 uur (UTC+3) | Abdullah Al-Hamdan 29' |       | 34' Daniel Johnson 64' Javon East | Prins Faisal bin Fahdstadion, Riyad Toeschouwers: 0 Scheidsrechter: Yahya Almulla (QAT) |

### 2021
|                                                                       |                       |       |         |                                                                                               |
| 25 maart Vriendschappelijk № 668 «onderlinge duels» 20:30 uur (UTC+3) | Saoedi-Arabië         | 1 – 0 | Koeweit | Koning Saud Universiteitstadion, Riyad Toeschouwers: 0 Scheidsrechter: Mohamed Bunafoor (BHR) |
| 25 maart Vriendschappelijk № 668 «onderlinge duels» 20:30 uur (UTC+3) | Abdulelah Al-Amri 29' |       |         | Koning Saud Universiteitstadion, Riyad Toeschouwers: 0 Scheidsrechter: Mohamed Bunafoor (BHR) |

|                                                                                       | |       |           |                                                                                            |
| 30 maart WK 2022 kwalificatie Tweede ronde № 669 «onderlinge duels» 20:30 uur (UTC+3) | Saoedi-Arabië | 5 – 0 | Palestina | Koning Saud Universiteitstadion, Riyad Toeschouwers: 0 Scheidsrechter: Mohanad Qasim (IRQ) |
| 30 maart WK 2022 kwalificatie Tweede ronde № 669 «onderlinge duels» 20:30 uur (UTC+3) | Yasser Al-Shahrani 37' Fahad Al-Muwallad 43' Saleh Al-Shehri 52' Saleh Al-Shehri 58' Salem Al-Dawsari 88' (pen.) |       |           | Koning Saud Universiteitstadion, Riyad Toeschouwers: 0 Scheidsrechter: Mohanad Qasim (IRQ) |

|                                                                                     |                                                                 |       |       | |
| 5 juni WK 2022 kwalificatie Tweede ronde № 670 «onderlinge duels» 21:00 uur (UTC+3) | Saoedi-Arabië                                                   | 3 – 0 | Jemen | Koning Saud Universiteitstadion, Riyad Toeschouwers: 4.382 Scheidsrechter: Nivon Robesh Gamini (SRI) |
| 5 juni WK 2022 kwalificatie Tweede ronde № 670 «onderlinge duels» 21:00 uur (UTC+3) | Salem Al-Dawsari 4' Fahad Al-Muwallad 17' Fahad Al-Muwallad 32' |       |       | Koning Saud Universiteitstadion, Riyad Toeschouwers: 4.382 Scheidsrechter: Nivon Robesh Gamini (SRI) |

|                                                                                      |           |                                                                  |               |                                                                                                |
| 11 juni WK 2022 kwalificatie Tweede ronde № 671 «onderlinge duels» 21:00 uur (UTC+3) | Singapore | 0 – 3                                                            | Saoedi-Arabië | Koning Saud Universiteitstadion, Riyad Toeschouwers: 4.879 Scheidsrechter: Mohanad Qasim (IRQ) |
| 11 juni WK 2022 kwalificatie Tweede ronde № 671 «onderlinge duels» 21:00 uur (UTC+3) |           | 84' Salem Al-Dawsari 86' Fahad Al-Muwallad 90+6' Saleh Al-Shehri |               | Koning Saud Universiteitstadion, Riyad Toeschouwers: 4.879 Scheidsrechter: Mohanad Qasim (IRQ) |

|                                                                                      |                                                           |       |             |                                                                                               |
| 15 juni WK 2022 kwalificatie Tweede ronde № 672 «onderlinge duels» 21:00 uur (UTC+3) | Saoedi-Arabië                                             | 3 – 0 | Oezbekistan | Koning Saud Universiteitstadion, Riyad Toeschouwers: 6.339 Scheidsrechter: Ko Hyung-jin (KOR) |
| 15 juni WK 2022 kwalificatie Tweede ronde № 672 «onderlinge duels» 21:00 uur (UTC+3) | Salman Al-Faraj 25' Salman Al-Faraj 33' Ali Al-Hassan 62' |       |             | Koning Saud Universiteitstadion, Riyad Toeschouwers: 6.339 Scheidsrechter: Ko Hyung-jin (KOR) |

|                                                                                         |                                                                               |       |                     | |
| 2 september WK 2022 kwalificatie Derde ronde № 673 «onderlinge duels» 20:00 uur (UTC+3) | Saoedi-Arabië                                                                 | 3 – 1 | Vietnam             | Koning Saud Universiteitstadion, Riyad Toeschouwers: 8.331 Scheidsrechter: Ilgiz Tantasjev (UZB) Video-assistent: Adham Machadmeh (JOR) |
| 2 september WK 2022 kwalificatie Derde ronde № 673 «onderlinge duels» 20:00 uur (UTC+3) | Salem Al-Dawsari 55' (pen.) Yasser Al-Shahrani 67' Saleh Al-Shehri 80' (pen.) |       | 3' Nguyễn Quang Hải | Koning Saud Universiteitstadion, Riyad Toeschouwers: 8.331 Scheidsrechter: Ilgiz Tantasjev (UZB) Video-assistent: Adham Machadmeh (JOR) |

|                                                                                         |      |                     |               | |
| 7 september WK 2022 kwalificatie Derde ronde № 674 «onderlinge duels» 20:00 uur (UTC+4) | Oman | 0 – 1               | Saoedi-Arabië | Sultan Qaboos Sports Complex, Muscat Toeschouwers: 8.150 Scheidsrechter: Hanna Hattab (SYR) Video-assistent: Omar Mohamed Al Ali (VAE) |
| 7 september WK 2022 kwalificatie Derde ronde № 674 «onderlinge duels» 20:00 uur (UTC+4) |      | 42' Saleh Al-Shehri |               | Sultan Qaboos Sports Complex, Muscat Toeschouwers: 8.150 Scheidsrechter: Hanna Hattab (SYR) Video-assistent: Omar Mohamed Al Ali (VAE) |

|                                                                                       |                       |       |       | |
| 7 oktober WK 2022 kwalificatie Derde ronde № 675 «onderlinge duels» 20:00 uur (UTC+3) | Saoedi-Arabië         | 1 – 0 | Japan | Koning Abdoellah Sportstad, Jeddah Toeschouwers: 51.218 Scheidsrechter: Adham Machadmeh (JOR) Video-assistent: Ali Sabah (IRQ) |
| 7 oktober WK 2022 kwalificatie Derde ronde № 675 «onderlinge duels» 20:00 uur (UTC+3) | Firas Al-Buraikan 71' |       |       | Koning Abdoellah Sportstad, Jeddah Toeschouwers: 51.218 Scheidsrechter: Adham Machadmeh (JOR) Video-assistent: Ali Sabah (IRQ) |

|                                                                                        |                                                           |       |                       | |
| 12 oktober WK 2022 kwalificatie Derde ronde № 676 «onderlinge duels» 20:00 uur (UTC+3) | Saoedi-Arabië                                             | 3 – 2 | China                 | Koning Abdoellah Sportstad, Jeddah Toeschouwers: 54.124 Scheidsrechter: Ilgiz Tantasjev (UZB) Video-assistent: Muhammad Taqi (SIN) |
| 12 oktober WK 2022 kwalificatie Derde ronde № 676 «onderlinge duels» 20:00 uur (UTC+3) | Sami Al-Najei 15' Sami Al-Najei 38' Firas Al-Buraikan 72' |       | 46' Aloísio 87' Wu Xi | Koning Abdoellah Sportstad, Jeddah Toeschouwers: 54.124 Scheidsrechter: Ilgiz Tantasjev (UZB) Video-assistent: Muhammad Taqi (SIN) |

|                                                                                          |           |       |               | |
| 11 november WK 2022 kwalificatie Derde ronde № 677 «onderlinge duels» 20:10 uur (UTC+11) | Australië | 0 – 0 | Saoedi-Arabië | Western Sydney Stadium, Sydney Toeschouwers: 23.314 Scheidsrechter: Ko Hyung-jin (KOR) Video-assistent: Kim Jong-hyeok (KOR) |
| 11 november WK 2022 kwalificatie Derde ronde № 677 «onderlinge duels» 20:10 uur (UTC+11) |           |       |               | Western Sydney Stadium, Sydney Toeschouwers: 23.314 Scheidsrechter: Ko Hyung-jin (KOR) Video-assistent: Kim Jong-hyeok (KOR) |

|                                                                                         |         |                     |               | |
| 16 november WK 2022 kwalificatie Derde ronde № 678 «onderlinge duels» 19:00 uur (UTC+7) | Vietnam | 0 – 1               | Saoedi-Arabië | Mỹ Đình Nationaal Stadion, Hanoi Toeschouwers: 9.669 Scheidsrechter: Hanna Hattab (SYR) Video-assistent: Mohammed Abdulla Mohamed (VAE) |
| 16 november WK 2022 kwalificatie Derde ronde № 678 «onderlinge duels» 19:00 uur (UTC+7) |         | 31' Saleh Al-Shehri |               | Mỹ Đình Nationaal Stadion, Hanoi Toeschouwers: 9.669 Scheidsrechter: Hanna Hattab (SYR) Video-assistent: Mohammed Abdulla Mohamed (VAE) |

| FIFA Arab Cup 2021 |
| ------------------ |

|                                                                        |               |                                |          | |
| 1 december Arab Cup Groep C № 679 «onderlinge duels» 22:00 uur (UTC+3) | Saoedi-Arabië | 0 – 1                          | Jordanië | Education Citystadion, Ar Rayyan Toeschouwers: 4.777 Scheidsrechter: Bakary Gassama (GAM) Video-assistent: Jair Marrufo (USA) |
| 1 december Arab Cup Groep C № 679 «onderlinge duels» 22:00 uur (UTC+3) |               | 62' (e.d.) Khalifah Al-Dawsari |          | Education Citystadion, Ar Rayyan Toeschouwers: 4.777 Scheidsrechter: Bakary Gassama (GAM) Video-assistent: Jair Marrufo (USA) |

|                                                                        |                       |       |                        | |
| 4 december Arab Cup Groep C № 680 «onderlinge duels» 22:00 uur (UTC+3) | Palestina             | 1 – 1 | Saoedi-Arabië          | Education Citystadion, Ar Rayyan Toeschouwers: 3.075 Scheidsrechter: Said Martínez (HON) Video-assistent: Fernando Guerrero (MEX) |
| 4 december Arab Cup Groep C № 680 «onderlinge duels» 22:00 uur (UTC+3) | Mohammed Rashid 45+2' |       | 81' Abdullah Al-Hamdan | Education Citystadion, Ar Rayyan Toeschouwers: 3.075 Scheidsrechter: Said Martínez (HON) Video-assistent: Fernando Guerrero (MEX) |

|                                                                        |                                |       |               | |
| 7 december Arab Cup Groep C № 681 «onderlinge duels» 18:00 uur (UTC+3) | Marokko                        | 1 – 0 | Saoedi-Arabië | Al Thumamastadion, Doha Toeschouwers: 8.502 Scheidsrechter: Andrés Matonte (URU) Video-assistent: Leodán González (URU) |
| 7 december Arab Cup Groep C № 681 «onderlinge duels» 18:00 uur (UTC+3) | Karim El Berkaoui 45+4' (pen.) |       |               | Al Thumamastadion, Doha Toeschouwers: 8.502 Scheidsrechter: Andrés Matonte (URU) Video-assistent: Leodán González (URU) |

|  |  |  |  |  |  |  |  |  |

### 2022
|                                                                                        |                       |       |      | |
| 27 januari WK 2022 kwalificatie Derde ronde № 682 «onderlinge duels» 20:15 uur (UTC+3) | Saoedi-Arabië         | 1 – 0 | Oman | Koning Abdoellah Sportstad, Jeddah Toeschouwers: 47.364 Scheidsrechter: Nawaf Shukralla (BHR) Video-assistent: Mohammed Abdulla Mohamed (VAE) |
| 27 januari WK 2022 kwalificatie Derde ronde № 682 «onderlinge duels» 20:15 uur (UTC+3) | Firas Al-Buraikan 48' |       |      | Koning Abdoellah Sportstad, Jeddah Toeschouwers: 47.364 Scheidsrechter: Nawaf Shukralla (BHR) Video-assistent: Mohammed Abdulla Mohamed (VAE) |

|                                                                                        |                                   |       |               | |
| 1 februari WK 2022 kwalificatie Derde ronde № 683 «onderlinge duels» 19:35 uur (UTC+9) | Japan                             | 2 – 0 | Saoedi-Arabië | Saitamastadion, Saitama Toeschouwers: 19.118 Scheidsrechter: Ko Hyung-jin (KOR) Video-assistent: Kim Jong-hyeok (KOR) |
| 1 februari WK 2022 kwalificatie Derde ronde № 683 «onderlinge duels» 19:35 uur (UTC+9) | Takumi Minamino 32' Junya Ito 50' |       |               | Saitamastadion, Saitama Toeschouwers: 19.118 Scheidsrechter: Ko Hyung-jin (KOR) Video-assistent: Kim Jong-hyeok (KOR) |

|                                                                                      |                        |       |                       | |
| 24 maart WK 2022 kwalificatie Derde ronde № 684 «onderlinge duels» 19:00 uur (UTC+4) | China                  | 1 – 1 | Saoedi-Arabië         | Sharjahstadion, Sharjah (V.A.E.) Toeschouwers: 200 Scheidsrechter: Mohammed Abdulla Mohamed (VAE) Video-assistent: Ammar Ali Al Jneibi (VAE) |
| 24 maart WK 2022 kwalificatie Derde ronde № 684 «onderlinge duels» 19:00 uur (UTC+4) | Zhu Chenjie 82' (pen.) |       | 45+1' Saleh Al-Shehri | Sharjahstadion, Sharjah (V.A.E.) Toeschouwers: 200 Scheidsrechter: Mohammed Abdulla Mohamed (VAE) Video-assistent: Ammar Ali Al Jneibi (VAE) |

|                                                                                      |                             |       |           | |
| 29 maart WK 2022 kwalificatie Derde ronde № 685 «onderlinge duels» 21:00 uur (UTC+3) | Saoedi-Arabië               | 1 – 0 | Australië | Koning Abdoellah Sportstad, Jeddah Toeschouwers: 51.433 Scheidsrechter: Adham Machadmeh (JOR) Video-assistent: Hanna Hattab (SYR) |
| 29 maart WK 2022 kwalificatie Derde ronde № 685 «onderlinge duels» 21:00 uur (UTC+3) | Salem Al-Dawsari 65' (pen.) |       |           | Koning Abdoellah Sportstad, Jeddah Toeschouwers: 51.433 Scheidsrechter: Adham Machadmeh (JOR) Video-assistent: Hanna Hattab (SYR) |

|                                                                     |               |                        |          |                                                                                                |
| 5 juni Vriendschappelijk № 686 «onderlinge duels» 19:00 uur (UTC+2) | Saoedi-Arabië | 0 – 1                  | Colombia | Estadio Enrique Roca de Murcia, Murcia Toeschouwers: 2.000 Scheidsrechter: Jason Barcelo (GIB) |
| 5 juni Vriendschappelijk № 686 «onderlinge duels» 19:00 uur (UTC+2) |               | 9' Rafael Santos Borré |          | Estadio Enrique Roca de Murcia, Murcia Toeschouwers: 2.000 Scheidsrechter: Jason Barcelo (GIB) |

|                                                                     |               |                      |           | |
| 9 juni Vriendschappelijk № 687 «onderlinge duels» 19:00 uur (UTC+2) | Saoedi-Arabië | 0 – 1                | Venezuela | Estadio Enrique Roca de Murcia, Murcia Toeschouwers: 400 Scheidsrechter: Daniel Gómez Gordillo (GIB) |
| 9 juni Vriendschappelijk № 687 «onderlinge duels» 19:00 uur (UTC+2) |               | 37' Nahuel Ferraresi |           | Estadio Enrique Roca de Murcia, Murcia Toeschouwers: 400 Scheidsrechter: Daniel Gómez Gordillo (GIB) |

|                                                                           |               |       |         |                                                                                              |
| 23 september Vriendschappelijk № 688 «onderlinge duels» 20:00 uur (UTC+2) | Saoedi-Arabië | 0 – 0 | Ecuador | Estadio Enrique Roca de Murcia, Murcia Toeschouwers: 10.000 Scheidsrechter: Ivan Bebek (CRO) |
| 23 september Vriendschappelijk № 688 «onderlinge duels» 20:00 uur (UTC+2) |               |       |         | Estadio Enrique Roca de Murcia, Murcia Toeschouwers: 10.000 Scheidsrechter: Ivan Bebek (CRO) |

|                                                                           |               |       |                  |                                                                                           |
| 27 september Vriendschappelijk № 689 «onderlinge duels» 20:00 uur (UTC+2) | Saoedi-Arabië | 0 – 0 | Verenigde Staten | Estadio Enrique Roca de Murcia, Murcia Toeschouwers: 364 Scheidsrechter: Ivan Bebek (CRO) |
| 27 september Vriendschappelijk № 689 «onderlinge duels» 20:00 uur (UTC+2) |               |       |                  | Estadio Enrique Roca de Murcia, Murcia Toeschouwers: 364 Scheidsrechter: Ivan Bebek (CRO) |

|                                                                         |                     |       |                 |                                                                                        |
| 22 oktober Vriendschappelijk № 690 «onderlinge duels» 18:30 uur (UTC+4) | Saoedi-Arabië       | 1 – 0 | Noord-Macedonië | Sjeik Zayidstadion, Abu Dhabi Toeschouwers: 0 Scheidsrechter: Mohamed Al Hammadi (VAE) |
| 22 oktober Vriendschappelijk № 690 «onderlinge duels» 18:30 uur (UTC+4) | Saleh Al-Shehri 85' |       |                 | Sjeik Zayidstadion, Abu Dhabi Toeschouwers: 0 Scheidsrechter: Mohamed Al Hammadi (VAE) |

|                                                                         |                            |       |                 |                                                                                 |
| 26 oktober Vriendschappelijk № 691 «onderlinge duels» 18:30 uur (UTC+4) | Saoedi-Arabië              | 1 – 1 | Albanië         | Al Nahyanstadion, Abu Dhabi Toeschouwers: 0 Scheidsrechter: Adel Al Naqbi (VAE) |
| 26 oktober Vriendschappelijk № 691 «onderlinge duels» 18:30 uur (UTC+4) | Saleh Al-Shehri 43' (pen.) |       | 47' Bekim Balaj | Al Nahyanstadion, Abu Dhabi Toeschouwers: 0 Scheidsrechter: Adel Al Naqbi (VAE) |

|                                                                         |               |       |          |                                                                                 |
| 30 oktober Vriendschappelijk № 692 «onderlinge duels» 18:30 uur (UTC+4) | Saoedi-Arabië | 0 – 0 | Honduras | Al Nahyanstadion, Abu Dhabi Toeschouwers: 0 Scheidsrechter: Yahya Almulla (VAE) |
| 30 oktober Vriendschappelijk № 692 «onderlinge duels» 18:30 uur (UTC+4) |               |       |          | Al Nahyanstadion, Abu Dhabi Toeschouwers: 0 Scheidsrechter: Yahya Almulla (VAE) |

|                                                                         |                     |       |         |                                                                                               |
| 6 november Vriendschappelijk № 693 «onderlinge duels» 16:00 uur (UTC+4) | Saoedi-Arabië       | 1 – 0 | IJsland | Mohammed Bin Zayidstadion, Abu Dhabi Toeschouwers: 0 Scheidsrechter: Ahmed Eisa Darwish (VAE) |
| 6 november Vriendschappelijk № 693 «onderlinge duels» 16:00 uur (UTC+4) | Saud Abdulhamid 26' |       |         | Mohammed Bin Zayidstadion, Abu Dhabi Toeschouwers: 0 Scheidsrechter: Ahmed Eisa Darwish (VAE) |

|                                                                          |                   |       |                |                                                                                     |
| 10 november Vriendschappelijk № 694 «onderlinge duels» 16:00 uur (UTC+4) | Saoedi-Arabië     | 1 – 1 | Panama         | Al Nahyanstadion, Abu Dhabi Toeschouwers: 1.000 Scheidsrechter: Yahya Almulla (VAE) |
| 10 november Vriendschappelijk № 694 «onderlinge duels» 16:00 uur (UTC+4) | Haitham Asiri 37' |       | 8' Ismael Díaz | Al Nahyanstadion, Abu Dhabi Toeschouwers: 1.000 Scheidsrechter: Yahya Almulla (VAE) |

|                                                                          |               |                     |         | |
| 16 november Vriendschappelijk № 695 «onderlinge duels» 15:00 uur (UTC+3) | Saoedi-Arabië | 0 – 1               | Kroatië | Prins Faisal bin Fahdstadion, Riyad Toeschouwers: 3.000 Scheidsrechter: Adham Machadmeh (JOR) Video-assistent: Mohammed Obaid Khadim (VAE) |
| 16 november Vriendschappelijk № 695 «onderlinge duels» 15:00 uur (UTC+3) |               | 82' Andrej Kramarić |         | Prins Faisal bin Fahdstadion, Riyad Toeschouwers: 3.000 Scheidsrechter: Adham Machadmeh (JOR) Video-assistent: Mohammed Obaid Khadim (VAE) |

| Wereldkampioenschap voetbal 2022 |
| -------------------------------- |

|                                                                        |                         |         |                                          | |
| 22 november WK 2022 Groep C № 696 «onderlinge duels» 13:00 uur (UTC+3) | Argentinië              | 1 – 2   | Saoedi-Arabië                            | Lusailstadion, Lusail Toeschouwers: 88.012 Scheidsrechter: Slavko Vinčić (SVN) Video-assistent: Pol van Boekel (NED) |
| 22 november WK 2022 Groep C № 696 «onderlinge duels» 13:00 uur (UTC+3) | Lionel Messi 10' (pen.) | Verslag | 48' Saleh Al-Shehri 53' Salem Al-Dawsari | Lusailstadion, Lusail Toeschouwers: 88.012 Scheidsrechter: Slavko Vinčić (SVN) Video-assistent: Pol van Boekel (NED) |

|                                                                        |                                            |         |               | |
| 26 november WK 2022 Groep C № 697 «onderlinge duels» 16:00 uur (UTC+3) | Polen                                      | 2 – 0   | Saoedi-Arabië | Education Citystadion, Ar Rayyan Toeschouwers: 44.259 Scheidsrechter: Wilton Pereira Sampaio (BRA) Video-assistent: Drew Fischer (CAN) |
| 26 november WK 2022 Groep C № 697 «onderlinge duels» 16:00 uur (UTC+3) | Piotr Zieliński 39' Robert Lewandowski 82' | Verslag |               | Education Citystadion, Ar Rayyan Toeschouwers: 44.259 Scheidsrechter: Wilton Pereira Sampaio (BRA) Video-assistent: Drew Fischer (CAN) |

|                                                                        |                        |         |                                  | |
| 30 november WK 2022 Groep C № 698 «onderlinge duels» 22:00 uur (UTC+3) | Saoedi-Arabië          | 1 – 2   | Mexico                           | Lusailstadion, Lusail Toeschouwers: 84.985 Scheidsrechter: Michael Oliver (ENG) Video-assistent: Massimiliano Irrati (ITA) |
| 30 november WK 2022 Groep C № 698 «onderlinge duels» 22:00 uur (UTC+3) | Salem Al-Dawsari 90+5' | Verslag | 47' Henry Martín 52' Luis Chávez | Lusailstadion, Lusail Toeschouwers: 84.985 Scheidsrechter: Michael Oliver (ENG) Video-assistent: Massimiliano Irrati (ITA) |

|  |  |  |  |  |  |  |  |  |

### 2023
| Golf Cup of Nations 2023 |
| ------------------------ |

|                                                                       |       |                                                  |               | |
| 6 januari Golf Cup Groep A № 699 «onderlinge duels» 21:45 uur (UTC+3) | Jemen | 0 – 2                                            | Saoedi-Arabië | Basra Sports City, Basra Scheidsrechter: Salman Falahi (QAT) Video-assistent: Abdulla Al-Marri (QAT) |
| 6 januari Golf Cup Groep A № 699 «onderlinge duels» 21:45 uur (UTC+3) |       | 18' Sumayhan Al-Nabit 34' (pen.) Musab Al-Juwayr |               | Basra Sports City, Basra Scheidsrechter: Salman Falahi (QAT) Video-assistent: Abdulla Al-Marri (QAT) |

|                                                                       |               |                                   |      | |
| 9 januari Golf Cup Groep A № 700 «onderlinge duels» 19:15 uur (UTC+3) | Saoedi-Arabië | 0 – 2                             | Irak | Basra Sports City, Basra Toeschouwers: 65.155 Scheidsrechter: Adel Al Naqbi (VAE) Video-assistent: Abdulla Al-Marri (QAT) |
| 9 januari Golf Cup Groep A № 700 «onderlinge duels» 19:15 uur (UTC+3) |               | 30' Ibrahim Bayesh 86' Aso Rostam |      | Basra Sports City, Basra Toeschouwers: 65.155 Scheidsrechter: Adel Al Naqbi (VAE) Video-assistent: Abdulla Al-Marri (QAT) |

|                                                                        |                    |       |                                       |                                                                                                |
| 12 januari Golf Cup Groep A № 701 «onderlinge duels» 18:00 uur (UTC+3) | Saoedi-Arabië      | 1 – 2 | Oman                                  | Al-Minaa Olympisch Stadion, Basra Scheidsrechter: Ma Ning (CHN) Video-assistent: Fu Ming (CHN) |
| 12 januari Golf Cup Groep A № 701 «onderlinge duels» 18:00 uur (UTC+3) | Turki Al-Ammar 41' |       | 34' Rabia Al-Alawi 84' Harib Al-Saadi | Al-Minaa Olympisch Stadion, Basra Scheidsrechter: Ma Ning (CHN) Video-assistent: Fu Ming (CHN) |

|  |  |  |  |  |  |  |  |  |

|                                                                       |                      |       |                                       | |
| 24 maart Vriendschappelijk № 702 «onderlinge duels» 22:00 uur (UTC+3) | Saoedi-Arabië        | 1 – 2 | Venezuela                             | Prins Abdullah al-Faisalstadion, Jeddah Toeschouwers: 4.960 Scheidsrechter: Ahmed Al-Kaf (OMA) Video-assistent: Abdulla Al-Marri (QAT) |
| 24 maart Vriendschappelijk № 702 «onderlinge duels» 22:00 uur (UTC+3) | Salem Al-Dawsari 73' |       | 26' Josef Martínez 34' Salomón Rondón | Prins Abdullah al-Faisalstadion, Jeddah Toeschouwers: 4.960 Scheidsrechter: Ahmed Al-Kaf (OMA) Video-assistent: Abdulla Al-Marri (QAT) |

|                                                                       |                             |       |                                          | |
| 28 maart Vriendschappelijk № 703 «onderlinge duels» 22:00 uur (UTC+3) | Saoedi-Arabië               | 1 – 2 | Bolivia                                  | Prins Abdullah al-Faisalstadion, Jeddah Toeschouwers: 3.000 Scheidsrechter: Ahmed Eisa Darwish (VAE) Video-assistent: Mohammed Obaid Khadim (VAE) |
| 28 maart Vriendschappelijk № 703 «onderlinge duels» 22:00 uur (UTC+3) | Salem Al-Dawsari 44' (pen.) |       | 13' Marcelo Moreno 68' Carmelo Algarañaz | Prins Abdullah al-Faisalstadion, Jeddah Toeschouwers: 3.000 Scheidsrechter: Ahmed Eisa Darwish (VAE) Video-assistent: Mohammed Obaid Khadim (VAE) |

|                                                                          |                    |       |                                                         |                                                                                            |
| 8 september Vriendschappelijk № 704 «onderlinge duels» 20:00 uur (UTC+1) | Saoedi-Arabië      | 1 – 3 | Costa Rica                                              | St. James' Park, Newcastle upon Tyne Toeschouwers: 5.000 Scheidsrechter: John Brooks (ENG) |
| 8 september Vriendschappelijk № 704 «onderlinge duels» 20:00 uur (UTC+1) | Ali Al-Bulaihi 68' |       | 12' Francisco Calvo 32' Manfred Ugalde 89' Randall Leal | St. James' Park, Newcastle upon Tyne Toeschouwers: 5.000 Scheidsrechter: John Brooks (ENG) |

|                                                                           |               |                  |            |                                                                                            |
| 12 september Vriendschappelijk № 705 «onderlinge duels» 17:30 uur (UTC+1) | Saoedi-Arabië | 0 – 1            | Zuid-Korea | St. James' Park, Newcastle upon Tyne Toeschouwers: 3.000 Scheidsrechter: Andy Madley (ENG) |
| 12 september Vriendschappelijk № 705 «onderlinge duels» 17:30 uur (UTC+1) |               | 32' Cho Gue-sung |            | St. James' Park, Newcastle upon Tyne Toeschouwers: 3.000 Scheidsrechter: Andy Madley (ENG) |

|                                                                         |                                          |       |                                                    | |
| 13 oktober Vriendschappelijk № 706 «onderlinge duels» 18:00 uur (UTC+1) | Saoedi-Arabië                            | 2 – 2 | Nigeria                                            | Estádio Municipal, Portimão Toeschouwers: 200 Scheidsrechter: Luís Godinho (POR) Video-assistent: Hélder Carvalho (POR) |
| 13 oktober Vriendschappelijk № 706 «onderlinge duels» 18:00 uur (UTC+1) | Salman Al-Faraj 60' Mohamed Kanno 90+10' |       | 73' (e.d.) Abdulelah Al-Amri 81' Kelechi Iheanacho | Estádio Municipal, Portimão Toeschouwers: 200 Scheidsrechter: Luís Godinho (POR) Video-assistent: Hélder Carvalho (POR) |

|                                                                         |                      |       |                                                           |                                                                                   |
| 17 oktober Vriendschappelijk № 707 «onderlinge duels» 16:00 uur (UTC+1) | Saoedi-Arabië        | 1 – 3 | Mali                                                      | Estádio Municipal, Portimão Toeschouwers: 150 Scheidsrechter: António Nobre (POR) |
| 17 oktober Vriendschappelijk № 707 «onderlinge duels» 16:00 uur (UTC+1) | Salem Al-Dawsari 58' |       | 14' Moussa Doumbia 42' Hamari Traoré 71' Lassina Sinayoko | Estádio Municipal, Portimão Toeschouwers: 150 Scheidsrechter: António Nobre (POR) |

|                                                                                          |                                                                                              |       |          |                                                                                                 |
| 16 november WK 2026 kwalificatie Tweede ronde № 708 «onderlinge duels» 19:30 uur (UTC+3) | Saoedi-Arabië                                                                                | 4 – 0 | Pakistan | Prins Abdullah bin Jalawistadion, Hofuf Toeschouwers: 11.150 Scheidsrechter: Hanna Hattab (SYR) |
| 16 november WK 2026 kwalificatie Tweede ronde № 708 «onderlinge duels» 19:30 uur (UTC+3) | Saleh Al-Shehri 6' Saleh Al-Shehri 48' (pen.) Abdulrahman Ghareeb 90+1' Abdullah Radif 90+6' |       |          | Prins Abdullah bin Jalawistadion, Hofuf Toeschouwers: 11.150 Scheidsrechter: Hanna Hattab (SYR) |

|                                                                                          |          |                                        |               |                                                                                            |
| 21 november WK 2026 kwalificatie Tweede ronde № 709 «onderlinge duels» 19:00 uur (UTC+3) | Jordanië | 0 – 2                                  | Saoedi-Arabië | Amman International Stadium, Amman Toeschouwers: 13.845 Scheidsrechter: Ahmed Al-Kaf (OMA) |
| 21 november WK 2026 kwalificatie Tweede ronde № 709 «onderlinge duels» 19:00 uur (UTC+3) |          | 8' Saleh Al-Shehri 30' Saleh Al-Shehri |               | Amman International Stadium, Amman Toeschouwers: 13.845 Scheidsrechter: Ahmed Al-Kaf (OMA) |

### 2024
|                                                                        |                       |       |         | |
| 4 januari Vriendschappelijk № 710 «onderlinge duels» 16:30 uur (UTC+3) | Saoedi-Arabië         | 1 – 0 | Libanon | Saoud bin Abdulrahmanstadion, Al Wakrah Toeschouwers: 0 Scheidsrechter: Naser Aiysh Al Sawan (QAT) |
| 4 januari Vriendschappelijk № 710 «onderlinge duels» 16:30 uur (UTC+3) | Firas Al-Buraikan 48' |       |         | Saoud bin Abdulrahmanstadion, Al Wakrah Toeschouwers: 0 Scheidsrechter: Naser Aiysh Al Sawan (QAT) |

|                                                                        |               |       |           |                                                                  |
| 9 januari Vriendschappelijk № 711 «onderlinge duels» 18:30 uur (UTC+3) | Saoedi-Arabië | 0 – 0 | Palestina | Al Janoubstadion, Al Wakrah Toeschouwers: 0 Scheidsrechter: onb. |
| 9 januari Vriendschappelijk № 711 «onderlinge duels» 18:30 uur (UTC+3) |               |       |           | Al Janoubstadion, Al Wakrah Toeschouwers: 0 Scheidsrechter: onb. |

|                                                                         |                                                   |       |          |                                                  |
| 10 januari Vriendschappelijk № 712 «onderlinge duels» 18:30 uur (UTC+3) | Saoedi-Arabië                                     | 2 – 0 | Hongkong | Al Janoubstadion, Al Wakrah Scheidsrechter: onb. |
| 10 januari Vriendschappelijk № 712 «onderlinge duels» 18:30 uur (UTC+3) | Abdulrahman Ghareeb 21' (pen.) Fawaz Al-Sqoor 86' |       |          | Al Janoubstadion, Al Wakrah Scheidsrechter: onb. |

| Aziatisch kampioenschap voetbal 2023 |
| ------------------------------------ |

|                                                                             |                                              |       |                              | |
| 16 januari Azië Cup 2023 Groep F № 713 «onderlinge duels» 20:30 uur (UTC+3) | Saoedi-Arabië                                | 2 – 1 | Oman                         | Khalifa Internationaal Stadion, Ar Rayyan Toeschouwers: 41.987 Scheidsrechter: Shaun Evans (AUS) Video-assistent: Kate Jacewicz (AUS) |
| 16 januari Azië Cup 2023 Groep F № 713 «onderlinge duels» 20:30 uur (UTC+3) | Abdulrahman Ghareeb 78' Ali Al-Bulaihi 90+6' |       | 15' (pen.) Salaah Al-Yahyaei | Khalifa Internationaal Stadion, Ar Rayyan Toeschouwers: 41.987 Scheidsrechter: Shaun Evans (AUS) Video-assistent: Kate Jacewicz (AUS) |

|                                                                             |          |                                        |               | |
| 21 januari Azië Cup 2023 Groep F № 714 «onderlinge duels» 20:30 uur (UTC+3) | Kirgizië | 0 – 2                                  | Saoedi-Arabië | Ahmed bin Alistadion, Ar Rayyan Toeschouwers: 39.557 Scheidsrechter: Jumpei Iida (JPN) Video-assistent: Fu Ming (CHN) |
| 21 januari Azië Cup 2023 Groep F № 714 «onderlinge duels» 20:30 uur (UTC+3) |          | 35' Mohamed Kanno 84' Faisal Al-Ghamdi |               | Ahmed bin Alistadion, Ar Rayyan Toeschouwers: 39.557 Scheidsrechter: Jumpei Iida (JPN) Video-assistent: Fu Ming (CHN) |

|                                                                             |               |       |          | |
| 25 januari Azië Cup 2023 Groep F № 715 «onderlinge duels» 18:00 uur (UTC+3) | Saoedi-Arabië | 0 – 0 | Thailand | Education Citystadion, Ar Rayyan Toeschouwers: 38.773 Scheidsrechter: Kim Hee-gon (KOR) Video-assistent: Kim Jong-hyeok (KOR) |
| 25 januari Azië Cup 2023 Groep F № 715 «onderlinge duels» 18:00 uur (UTC+3) |               |       |          | Education Citystadion, Ar Rayyan Toeschouwers: 38.773 Scheidsrechter: Kim Hee-gon (KOR) Video-assistent: Kim Jong-hyeok (KOR) |

|                                                                                    |                                                                 |              |                                                          | |
| 30 januari Azië Cup 2023 Achtste finale № 716 «onderlinge duels» 19:00 uur (UTC+3) | Saoedi-Arabië                                                   | 1 – 1 (n.v.) | Zuid-Korea                                               | Education Citystadion, Ar Rayyan Toeschouwers: 42.389 Scheidsrechter: Ilgiz Tantasjev (UZB) Video-assistent: Ahmad Al-Ali (KUW) |
| 30 januari Azië Cup 2023 Achtste finale № 716 «onderlinge duels» 19:00 uur (UTC+3) | Abdullah Radif 46'                                              |              | 90+9' Cho Gue-sung                                       | Education Citystadion, Ar Rayyan Toeschouwers: 42.389 Scheidsrechter: Ilgiz Tantasjev (UZB) Video-assistent: Ahmad Al-Ali (KUW) |
| 30 januari Azië Cup 2023 Achtste finale № 716 «onderlinge duels» 19:00 uur (UTC+3) | Strafschoppen                                                   |              |                                                          | Education Citystadion, Ar Rayyan Toeschouwers: 42.389 Scheidsrechter: Ilgiz Tantasjev (UZB) Video-assistent: Ahmad Al-Ali (KUW) |
| 30 januari Azië Cup 2023 Achtste finale № 716 «onderlinge duels» 19:00 uur (UTC+3) | Mohamed Kanno Saud Abdulhamid Sami Al-Najei Abdulrahman Ghareeb | 2 – 4        | Son Heung-min Kim Young-gwon Cho Gue-sung Hwang Hee-chan | Education Citystadion, Ar Rayyan Toeschouwers: 42.389 Scheidsrechter: Ilgiz Tantasjev (UZB) Video-assistent: Ahmad Al-Ali (KUW) |

|  |  |  |  |  |  |  |  |  |

|                                                                                       |                      |       |              |                                                                                                 |
| 21 maart WK 2026 kwalificatie Tweede ronde № 717 «onderlinge duels» 22:00 uur (UTC+3) | Saoedi-Arabië        | 1 – 0 | Tadzjikistan | Koning Saud Universiteitstadion, Riyad Toeschouwers: 18.756 Scheidsrechter: Muhammad Taqi (SIN) |
| 21 maart WK 2026 kwalificatie Tweede ronde № 717 «onderlinge duels» 22:00 uur (UTC+3) | Salem Al-Dawsari 23' |       |              | Koning Saud Universiteitstadion, Riyad Toeschouwers: 18.756 Scheidsrechter: Muhammad Taqi (SIN) |

|                                                                                       |                    |       |                       |                                                                                   |
| 26 maart WK 2026 kwalificatie Tweede ronde № 718 «onderlinge duels» 20:00 uur (UTC+5) | Tadzjikistan       | 1 – 1 | Saoedi-Arabië         | Pamirstadion, Doesjanbe Toeschouwers: 13.300 Scheidsrechter: Kim Jong-hyeok (KOR) |
| 26 maart WK 2026 kwalificatie Tweede ronde № 718 «onderlinge duels» 20:00 uur (UTC+5) | Roestam Soirov 80' |       | 46' Firas Al-Buraikan | Pamirstadion, Doesjanbe Toeschouwers: 13.300 Scheidsrechter: Kim Jong-hyeok (KOR) |

|                                                                                     |          |                                                                 |               |                                                                                          |
| 6 juni WK 2026 kwalificatie Tweede ronde № 719 «onderlinge duels» 20:30 uur (UTC+5) | Pakistan | 0 – 3                                                           | Saoedi-Arabië | Jinnah Sportstadion, Islamabad Toeschouwers: 20.124 Scheidsrechter: Ammar Mahfoodh (BHR) |
| 6 juni WK 2026 kwalificatie Tweede ronde № 719 «onderlinge duels» 20:30 uur (UTC+5) |          | 26' Firas Al-Buraikan 41' Firas Al-Buraikan 59' Musab Al-Juwayr |               | Jinnah Sportstadion, Islamabad Toeschouwers: 20.124 Scheidsrechter: Ammar Mahfoodh (BHR) |

|                                                                                      |                |       |                                      |                                                                                                 |
| 11 juni WK 2026 kwalificatie Tweede ronde № 720 «onderlinge duels» 21:00 uur (UTC+3) | Saoedi-Arabië  | 1 – 2 | Jordanië                             | Koning Saud Universiteitstadion, Riyad Toeschouwers: 17.871 Scheidsrechter: Adel Al-Naqbi (VAE) |
| 11 juni WK 2026 kwalificatie Tweede ronde № 720 «onderlinge duels» 21:00 uur (UTC+3) | Ali Lajami 16' |       | 27' Ali Olwan 45+2' Noor Al-Rawabdeh | Koning Saud Universiteitstadion, Riyad Toeschouwers: 17.871 Scheidsrechter: Adel Al-Naqbi (VAE) |

|                                                                                         |                       |       |                        |                                                                                               |
| 5 september WK 2026 kwalificatie Derde ronde № 721 «onderlinge duels» 21:00 uur (UTC+3) | Saoedi-Arabië         | 1 – 1 | Indonesië              | Koning Abdoellah Sportstad, Jeddah Toeschouwers: 42.385 Scheidsrechter: Adham Machadmeh (JOR) |
| 5 september WK 2026 kwalificatie Derde ronde № 721 «onderlinge duels» 21:00 uur (UTC+3) | Musab Al-Juwayr 45+3' |       | 19' Ragnar Oratmangoen | Koning Abdoellah Sportstad, Jeddah Toeschouwers: 42.385 Scheidsrechter: Adham Machadmeh (JOR) |

|                                                                                          |                       |       |                                     |                                                                                                  |
| 10 september WK 2026 kwalificatie Derde ronde № 722 «onderlinge duels» 20:00 uur (UTC+8) | China                 | 1 – 2 | Saoedi-Arabië                       | Dalian Barracuda Baystadion, Dalian Toeschouwers: 48.628 Scheidsrechter: Nasroello Kabirov (TJK) |
| 10 september WK 2026 kwalificatie Derde ronde № 722 «onderlinge duels» 20:00 uur (UTC+8) | Ali Lajami 14' (e.d.) |       | 39' Hassan Kadesh 90' Hassan Kadesh | Dalian Barracuda Baystadion, Dalian Toeschouwers: 48.628 Scheidsrechter: Nasroello Kabirov (TJK) |

|                                                                                        |               |                                  |       |                                                                                              |
| 10 oktober WK 2026 kwalificatie Derde ronde № 723 «onderlinge duels» 21:00 uur (UTC+3) | Saoedi-Arabië | 0 – 2                            | Japan | Koning Abdoellah Sportstad, Jeddah Toeschouwers: 56.283 Scheidsrechter: Kim Jong-hyeok (KOR) |
| 10 oktober WK 2026 kwalificatie Derde ronde № 723 «onderlinge duels» 21:00 uur (UTC+3) |               | 14' Daichi Kamada 81' Koki Ogawa |       | Koning Abdoellah Sportstad, Jeddah Toeschouwers: 56.283 Scheidsrechter: Kim Jong-hyeok (KOR) |

|                                                                                        |               |       |         |                                                                                             |
| 15 oktober WK 2026 kwalificatie Derde ronde № 724 «onderlinge duels» 21:00 uur (UTC+3) | Saoedi-Arabië | 0 – 0 | Bahrein | Koning Abdoellah Sportstad, Jeddah Toeschouwers: 35.437 Scheidsrechter: Salman Falahi (QAT) |
| 15 oktober WK 2026 kwalificatie Derde ronde № 724 «onderlinge duels» 21:00 uur (UTC+3) |               |       |         | Koning Abdoellah Sportstad, Jeddah Toeschouwers: 35.437 Scheidsrechter: Salman Falahi (QAT) |

|                                                                                          |           |       |               |                                                                                                   |
| 14 november WK 2026 kwalificatie Derde ronde № 725 «onderlinge duels» 20:10 uur (UTC+11) | Australië | 0 – 0 | Saoedi-Arabië | Melbourne Rectangular Stadium, Melbourne Toeschouwers: 27.491 Scheidsrechter: Adel Al-Naqbi (VAE) |
| 14 november WK 2026 kwalificatie Derde ronde № 725 «onderlinge duels» 20:10 uur (UTC+11) |           |       |               | Melbourne Rectangular Stadium, Melbourne Toeschouwers: 27.491 Scheidsrechter: Adel Al-Naqbi (VAE) |

|                                                                                         |                                               |       |               |                                                                                           |
| 19 november WK 2026 kwalificatie Derde ronde № 726 «onderlinge duels» 19:00 uur (UTC+7) | Indonesië                                     | 2 – 0 | Saoedi-Arabië | Bung Karnostadion, Jakarta Toeschouwers: 55.970 Scheidsrechter: Roestam Loetfoellin (UZB) |
| 19 november WK 2026 kwalificatie Derde ronde № 726 «onderlinge duels» 19:00 uur (UTC+7) | Marselino Ferdinan 32' Marselino Ferdinan 57' |       |               | Bung Karnostadion, Jakarta Toeschouwers: 55.970 Scheidsrechter: Roestam Loetfoellin (UZB) |

|                                                                    |                                                                         |       |                    |                                                                   |
| 17 december Vriendschappelijk «onderlinge duels» 16:15 uur (UTC+3) | Saoedi-Arabië                                                           | 3 – 1 | Trinidad en Tobago | Al-Shabab Clubstadion, Riyad Scheidsrechter: Mohamed Khaled (BHR) |
| 17 december Vriendschappelijk «onderlinge duels» 16:15 uur (UTC+3) | Saleh Al-Shehri 13' (pen.) Abdullah Al-Hamdan 53' Nasser Al-Dawsari 88' |       | 90+4' Jamal Jack   | Al-Shabab Clubstadion, Riyad Scheidsrechter: Mohamed Khaled (BHR) |

| Golf Cup of Nations 2024/25 |
| --------------------------- |

|                                                                   |                                                |       |                                                                 | |
| 22 december Golf Cup Groep B «onderlinge duels» 20:30 uur (UTC+3) | Saoedi-Arabië                                  | 2 – 3 | Bahrein                                                         | Internationaal Stadion Jaber al-Ahmad, Koeweit Toeschouwers: 7.726 Scheidsrechter: Ahmed Al-Ali (KUW) |
| 22 december Golf Cup Groep B «onderlinge duels» 20:30 uur (UTC+3) | Musab Al-Juwayr 73' Saleh Al-Shehri 86' (pen.) |       | 19' Mahdi Abduljabbar 38' Mahdi Al-Humaidan 76' Mohamed Marhoon | Internationaal Stadion Jaber al-Ahmad, Koeweit Toeschouwers: 7.726 Scheidsrechter: Ahmed Al-Ali (KUW) |

|                                                                   |                                               |       |                                                                       |                                                                                         |
| 25 december Golf Cup Groep B «onderlinge duels» 17:25 uur (UTC+3) | Jemen                                         | 2 – 3 | Saoedi-Arabië                                                         | Al-Salibikhaetstadion, Koeweit Toeschouwers: 9.200 Scheidsrechter: Qasim Al-Hatmi (OMA) |
| 25 december Golf Cup Groep B «onderlinge duels» 17:25 uur (UTC+3) | Harwan Al-Zubaidi 8' Abdul Majeed Sabarah 27' |       | 30' Mohamed Kanno 57' (pen.) Musab Al-Juwayr 90+3' Abdullah Al-Hamdan | Al-Salibikhaetstadion, Koeweit Toeschouwers: 9.200 Scheidsrechter: Qasim Al-Hatmi (OMA) |

|                                                                   |                 |       |                                                                           | |
| 28 december Golf Cup Groep B «onderlinge duels» 17:30 uur (UTC+3) | Irak            | 1 – 3 | Saoedi-Arabië                                                             | Internationaal Stadion Jaber al-Ahmad, Koeweit Toeschouwers: 54.942 Scheidsrechter: István Kovács (ROU) |
| 28 december Golf Cup Groep B «onderlinge duels» 17:30 uur (UTC+3) | Mohanad Ali 64' |       | 57' (pen.) Salem Al-Dawsari 81' Abdullah Al-Hamdan 86' Abdullah Al-Hamdan | Internationaal Stadion Jaber al-Ahmad, Koeweit Toeschouwers: 54.942 Scheidsrechter: István Kovács (ROU) |

|                                                                        |                                        |       |                   |                                                                                            |
| 31 december Golf Cup Halve finale «onderlinge duels» 17:30 uur (UTC+3) | Oman                                   | 2 – 1 | Saoedi-Arabië     | Al-Salibikhaetstadion, Koeweit Toeschouwers: 10.500 Scheidsrechter: Halil Umut Meler (TUR) |
| 31 december Golf Cup Halve finale «onderlinge duels» 17:30 uur (UTC+3) | Arshad Al-Alawi 74' Ali Al-Busaidi 85' |       | 87' Mohamed Kanno | Al-Salibikhaetstadion, Koeweit Toeschouwers: 10.500 Scheidsrechter: Halil Umut Meler (TUR) |

|  |  |  |  |  |  |  |  |  |

### 2025
|                                                                                      |                      |       |       |                                                                                               |
| 20 maart WK 2026 kwalificatie Derde ronde № 727 «onderlinge duels» 21:15 uur (UTC+3) | Saoedi-Arabië        | 1 – 0 | China | Koning Saud Universiteitstadion, Riyad Toeschouwers: 24.742 Scheidsrechter: Omar Al-Ali (VAE) |
| 20 maart WK 2026 kwalificatie Derde ronde № 727 «onderlinge duels» 21:15 uur (UTC+3) | Salem Al-Dawsari 50' |       |       | Koning Saud Universiteitstadion, Riyad Toeschouwers: 24.742 Scheidsrechter: Omar Al-Ali (VAE) |

|                                                                                      |       |       |               |                                                                                 |
| 25 maart WK 2026 kwalificatie Derde ronde № 728 «onderlinge duels» 19:35 uur (UTC+9) | Japan | 0 – 0 | Saoedi-Arabië | Saitamastadion, Saitama Toeschouwers: 58.003 Scheidsrechter: Ahmed Al-Ali (KUW) |
| 25 maart WK 2026 kwalificatie Derde ronde № 728 «onderlinge duels» 19:35 uur (UTC+9) |       |       |               | Saitamastadion, Saitama Toeschouwers: 58.003 Scheidsrechter: Ahmed Al-Ali (KUW) |

|                                                                                 |         |   |               |                                                         |
| 5 juni WK 2026 kwalificatie Derde ronde № 729 «onderlinge duels» n.n.b. (UTC+3) | Bahrein | – | Saoedi-Arabië | Bahrein Nationaal Stadion, Riffa Scheidsrechter: n.n.b. |
| 5 juni WK 2026 kwalificatie Derde ronde № 729 «onderlinge duels» n.n.b. (UTC+3) |         |   |               | Bahrein Nationaal Stadion, Riffa Scheidsrechter: n.n.b. |

|                                                                                  |               |   |           |                               |
| 10 juni WK 2026 kwalificatie Derde ronde № 730 «onderlinge duels» n.n.b. (UTC+3) | Saoedi-Arabië | – | Australië | n.n.b. Scheidsrechter: n.n.b. |
| 10 juni WK 2026 kwalificatie Derde ronde № 730 «onderlinge duels» n.n.b. (UTC+3) |               |   |           | n.n.b. Scheidsrechter: n.n.b. |

| CONCACAF Gold Cup 2025 |
| ---------------------- |

Saoedi-Arabië mocht op uitnodiging van de Noord- en Midden-Amerikaanse voetbalbond CONCACAF deelnemen aan de Gold Cup 2025.
|                                                               |       |   |               |                                                                           |
| 15 juni Gold Cup Groep D «onderlinge duels» 17:15 uur (UTC−7) | Haïti | – | Saoedi-Arabië | Snapdragon Stadium, San Diego Toeschouwers: n.n.b. Scheidsrechter: n.n.b. |
| 15 juni Gold Cup Groep D «onderlinge duels» 17:15 uur (UTC−7) |       |   |               | Snapdragon Stadium, San Diego Toeschouwers: n.n.b. Scheidsrechter: n.n.b. |

|                                                               |               |   |                  |                                                                |
| 19 juni Gold Cup Groep D «onderlinge duels» 20:15 uur (UTC−5) | Saoedi-Arabië | – | Verenigde Staten | Q2 Stadium, Austin Toeschouwers: n.n.b. Scheidsrechter: n.n.b. |
| 19 juni Gold Cup Groep D «onderlinge duels» 20:15 uur (UTC−5) |               |   |                  | Q2 Stadium, Austin Toeschouwers: n.n.b. Scheidsrechter: n.n.b. |

|                                                               |               |   |                    |                                                                         |
| 22 juni Gold Cup Groep D «onderlinge duels» 16:00 uur (UTC−7) | Saoedi-Arabië | – | Trinidad en Tobago | Allegiant Stadium, Paradise Toeschouwers: n.n.b. Scheidsrechter: n.n.b. |
| 22 juni Gold Cup Groep D «onderlinge duels» 16:00 uur (UTC−7) |               |   |                    | Allegiant Stadium, Paradise Toeschouwers: n.n.b. Scheidsrechter: n.n.b. |

|  |  |  |  |  |  |  |  |  |

SAFF · A-internationals · Selecties · Bondscoaches · Statistieken · Saoedi-Arabisch vrouwenelftal · Saoedi-Arabië U21 · Saoedi-Arabië U20 · Saoedi-Arabië U19 · Saoedi-Arabië U18 · Saoedi-Arabië U17
1950 – 1959 · 
1960 – 1969 · 
1970 – 1979 · 
1980 – 1989 · 
1990 – 1999 · 
2000 – 2009 · 
2010 – 2019 ·
2020 − 2029
WK 1994 · 
WK 1998 · 
WK 2002 · 
WK 2006 · 
WK 2018
OS 1984 · 
OS 1996 · 
OS 2020
1957 · 
1958 · 1959 · 1960 · 
1961 · 
1962 · 
1963 · 
1964 · 1965 · 1966 · 
1967 · 
1968 · 
1969 · 
1970 · 
1971 · 
1972 · 
1973 · 
1974 · 
1975 · 
1976 · 
1977 · 
1978 · 
1979 · 
1980 · 
1981 · 
1982 · 
1983 · 
1984 · 
1985 · 
1986 · 
1987 · 
1988 · 
1989 · 
1990 · 
1991 · 
1992 · 
1993 · 
1994 · 
1995 · 
1996 · 
1997 · 
1998 · 
1999 · 
2000 · 
2001 · 
2002 · 
2003 · 
2004 · 
2005 · 
2006 · 
2007 · 
2008 · 
2009 · 
2010 · 
2011 · 
2012 · 
2013 ·
2014 ·
2015 ·
2016 ·
2017 ·
2018 ·
2019 ·
2020 ·
2021 ·
2022 ·
2023
Afghanistan · 
Albanië ·
Algerije · 
Angola · 
Argentinië · 
Australië · 
Azerbeidzjan · 
Bahrein · 
Bangladesh · 
België · 
Bhutan · 
Bolivia · 
Brazilië · 
Bulgarije · 
Cambodja ·
Canada · 
Chili · 
China · 
Colombia ·
Congo-Brazzaville · 
Congo-Kinshasa · 
Costa Rica · 
Cyprus · 
Denemarken · 
Duitsland · 
Ecuador ·
Egypte · 
Engeland · 
Equatoriaal-Guinea ·
Estland · 
Finland · 
Frankrijk · 
Gabon · 
Gambia ·
Georgië · 
Ghana · 
Griekenland ·
Honduras · 
Hongarije · 
Hongkong · 
Ierland · 
IJsland · 
India · 
Indonesië · 
Irak · 
Iran · 
Italië ·
Jamaica · 
Japan · 
Jemen · 
Jordanië · 
Kameroen · 
Kazachstan · 
Kirgizië · 
Koeweit · 
Kroatië ·
Laos ·
Letland ·
Libanon · 
Libië · 
Liechtenstein · 
Litouwen ·
Luxemburg · 
Macau ·  
Maleisië · 
Mali · 
Marokko · 
Mauritanië · 
Mexico · 
Moldavië ·
Mongolië · 
Namibië · 
Nederland · 
Nepal · 
Nieuw-Zeeland · 
Nigeria · 
Noord-Korea ·
Noord-Macedonië ·
Noorwegen ·
Oeganda · 
Oekraïne · 
Oezbekistan · 
Oman · 
Oost-Timor ·
Pakistan ·
Palestina · 
Panama ·
Paraguay · 
Peru ·
Polen · 
Portugal · 
Qatar · 
Rusland · 
Schotland · 
Senegal · 
Singapore · 
Slovenië · 
Slowakije · 
Soedan · 
Spanje · 
Sri Lanka · 
Syrië · 
Tadzjikistan · 
Taiwan · 
Tanzania · 
Thailand · 
Togo · 
Trinidad en Tobago · 
Tsjechië · 
Tunesië · 
Turkije · 
Turkmenistan · 
Uruguay · 
Venezuela · 
Verenigde Arabische Emiraten · 
Verenigde Staten · 
Vietnam · 
Wales · 
Wit-Rusland · 
Zambia ·
Zimbabwe ·
Zuid-Afrika · 
Zuid-Jemen · 
Zuid-Korea · 
Zweden
Argentinië (1992) · 
Argentinië (2022) · 
Egypte (2018) · 
Oekraïne (2006) · 
Rusland (2018) ·
Spanje (2006) ·
Tunesië (2006) ·
Uruguay (2018)
CONMEBOL: Argentinië · Bolivia · Brazilië · Chili · Colombia · Ecuador · Paraguay · Peru · Uruguay · Venezuela

UEFA: Albanië · Andorra · Armenië · Azerbeidzjan · België · Bosnië en Herzegovina · Bulgarije · Cyprus · Denemarken · Duitsland · Engeland · Estland · Faeröer · Finland · Frankrijk · Georgië · Gibraltar · Griekenland · Hongarije · IJsland · Ierland · Israël · Italië · Kazachstan · Kosovo · Kroatië · Letland · Liechtenstein · Litouwen · Luxemburg · Malta · Moldavië · Montenegro · Nederland · Noord-Ierland · Noord-Macedonië · Noorwegen · Oekraïne · Oostenrijk · Polen · Portugal · Roemenië · Rusland · San Marino · Schotland · Servië · Slovenië · Slowakije · Spanje · Tsjechië · Turkije · Wales · Wit-Rusland · Zweden · Zwitserland

AFC: Australië · China · Irak · Iran · Japan · Libanon · Oezbekistan · Oman · Qatar · Saoedi-Arabië · Syrië · Verenigde Arabische Emiraten · Vietnam · Zuid-Korea

CAF: Algerije · Burkina Faso · Congo-Kinshasa · Egypte · Ghana · Ivoorkust · Kaapverdië · Kameroen · Mali · Marokko · Nigeria · Senegal · Tunesië · Zuid-Afrika

CONCACAF: Canada · Costa Rica · Curaçao · El Salvador · Honduras · Jamaica · Mexico · Panama · Suriname · Verenigde Staten

OFC: Nieuw-Zeeland